# Аннамский палочник
Аннамский палочник (лат. Medauroidea extradentata) — вид насекомых из семейства настоящих палочников. Широко известен своей интересной маскировкой под веточку дерева, которая помогала ему оставаться неоткрытым вплоть до 40-х годов XX века. 

## Описание
Тело от зелёной до коричневатой окраски длиной от 9 (самцы) до 12 см (самки). Самые большие особи этого вида могут достигать 14,5 см. Самки имеют над глазами выросты в виде шипов. Medauroidea extradentata ведёт малоподвижный ночной образ жизни, однако режим его дня можно корректировать в лабораторных условиях. Его форма, напоминающая палочку, и цвет позволяют насекомому очень хорошо скрываться от хищников и жить практически на виду, оставаясь при этом незаметным. Общая продолжительность жизни аннамского палочника составляет от 6 до 20 месяцев (около 75% особей живут около 7 месяцев, остальные 25% могут прожить гораздо дольше).   

## Линька
Палочники этого вида линяют от 6 до 9 раз за свою жизнь. В первый месяц жизни 2-3 раза, потом реже. Они сбрасывают свой старый покров, а также регенерируют. Интересно, что палочники, в случае травмы, стресса или испуга, могут отбрасывать свои лапки. После линьки они отращивают вначале небольшой крючок, а после следующей уже вырастает полноценная конечность. Если палочник потерял больше двух лапок, то он может оказаться неспособен выбраться из своего омертвевшего хитина и рискует погибнуть. Свою старую шкурку иногда съедают.   

## Размножение
В размножении вида есть свои особенности. В большинстве случаев (в неволе) такие палочники размножаются партеногенезом, то есть в размножении участвует только самка и на свет появляются так же исключительно самки. Но на воле самки могут отложить яйца, из которых позже родятся самцы. Самки откладывают за свою жизнь до 1000 яиц. Выход личинки из яйца происходит через два месяца после их откладки. Личиночное развитие продолжается около 3 месяцев, однако внешне малыши мало отличаются от взрослых (имаго) особей.

## Питание
В естественной среде обитания (джунглях Вьетнама) палочники питаются гибискусом и растениями из семейства розоцветных. В северной части Евразии (например, в России), аннамский палочник очень любит зелёные листья малины. В них содержатся все необходимые витамины и высокое содержание кальция, столь необходимые им для успешной линьки. Также палочники едят листья берёзы и серёжки этого же дерева. Этих существ можно кормить салатом.

## Разведение в неволе
В Европу палочник завезён в 1949 году и с тех пор стал обычным легко размножающимся в лабораторных и домашних условиях насекомым. Люди заводят их как домашних питомцев. Они помогают детям освоить навыки заботы, а также очень просты в содержании. Палочники питаются листьями многих растений, например: малина, смородина, гибискус (но его нужно сначала посадить), боярышник, листьями плодовых деревьев. На листьях дуба встречается грибок смертельно опасный для них. Листья рекомендуется менять каждый день, но боярышник и гибискус могут находиться в свежем состоянии 2-3 дня. 

## Распространение
Вид описан из Вьетнама (Аннам). Аннамский палочник населяет полуостров Индокитай.